# Probazydium

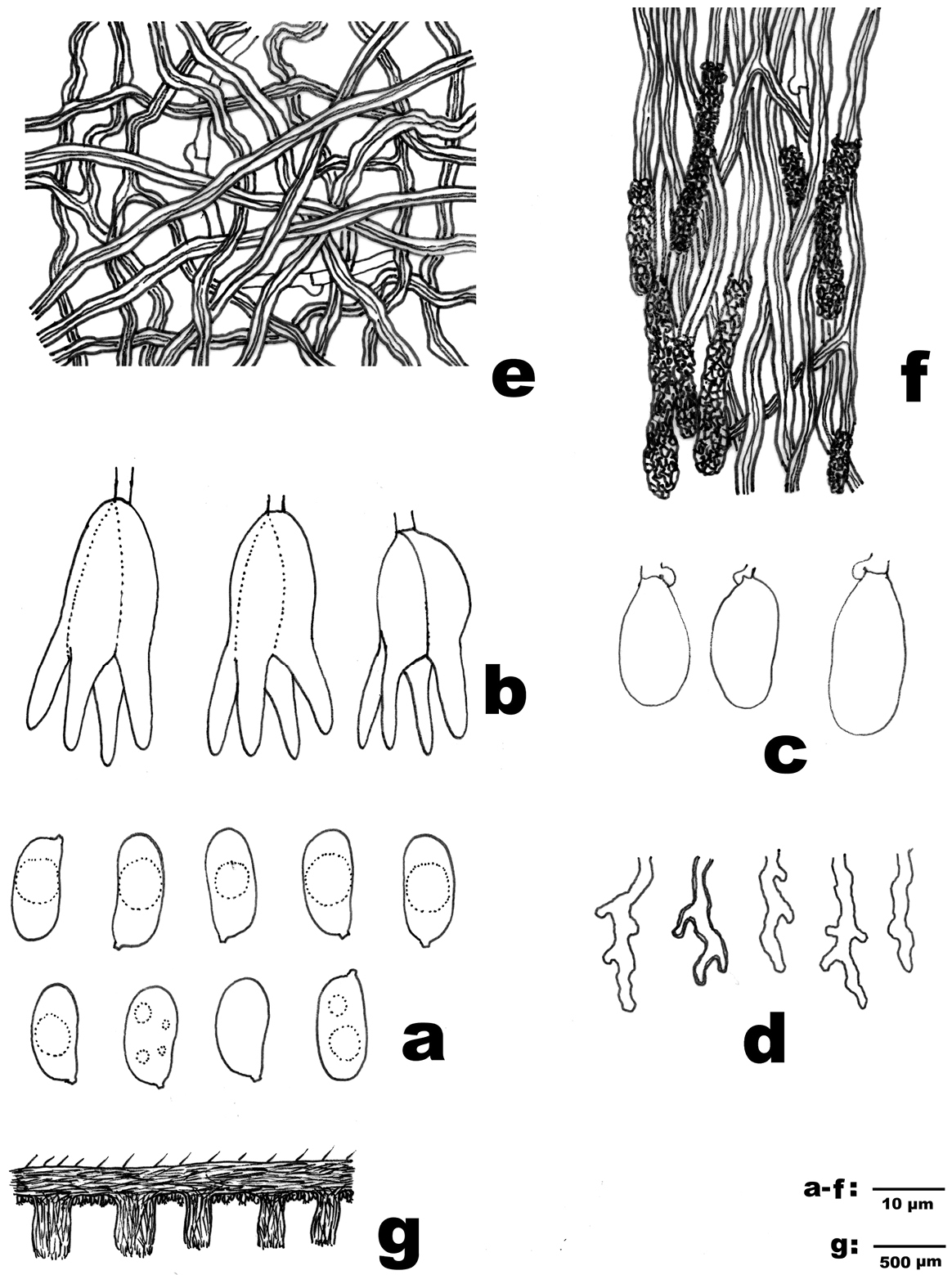
a – bazydiospory, b – probazydia, c – przekrój probazydium, d – epibazydia, e – dendrohyfidy, f – strzępki subikulum, g – strzępki tramy

Probazydium (łac. probasidium) – u grzybów jest to młoda forma podstawki (basidium), w której dwa oddzielne i haploidalne jądra łączą się z sobą tworząc diplont (jądro diploidalne) o diploidalnej liczbie chromosomów, zamiast wcześniejszego stanu dikariotycznego (dikarionu). Jest to proces kariogamii. Początkowo termin ten dotyczył tylko teliospor i ustilospor u grzybów zaliczanych do klasy Ustilaginomycetes, później zaczęto go stosować do wszystkich grzybów w typie podstawczaków (Basidiomycota).
U Cantharellus probazydium jest prawie cylindrycznym, tylko lekko maczugowatym organem, który wydłuża się, przekształcając się w metabazydium. Jądro diploidalne pozostaje mniej więcej w połowie podstawki, gdzie również się dzieli. W tym przypadku probazydium po wydłużeniu się w całości, zostaje całkowicie
zastąpione przez metabazydium. U Agaricus maczugowate probazydium również wydłuża się w całości, ale tutaj jądro diploidalne najpierw migruje do szczytu, zanim się podzieli.